# トマス・コリヤー (第4代ポートモア伯爵)
第4代ポートモア伯爵トマス・チャールズ・コリヤー（英語: Thomas Charles Colyear, 4th Earl of Portmore、1772年3月27日 – 1835年1月18日）は、イギリスの政治家、スコットランド貴族。1796年から1802年まで庶民院議員を務めた。

## 生涯
第3代ポートモア伯爵ウィリアム・チャールズ・コリヤーと妻メアリー（Mary、旧姓レズリー（Leslie）、1753年8月29日 – 1799年3月21日、第10代ロシズ伯爵ジョン・レズリーの娘）の長男として、1772年3月27日に生まれ、30日にセント・メリルボーンで洗礼を受けた。
1795年から1835年に死去するまでノース・リンカンシャー民兵隊隊長を務めた。
1796年イギリス総選挙で妻の父にあたる第5代アンカスター＝ケスティーヴァン公爵ブラウンロー・バーティーの支持を受けて、公爵が1議席を掌握していたボストン選挙区から出馬、251票（得票数2位）で当選した。公爵の影響力は次の総選挙である1802年イギリス総選挙のときには失われた。
議会では1798年1月に小ピットの所得税法案に賛成票を投じ、演説や野党に同調した投票の記録はなかった。1802年イギリス総選挙に出馬せず、議員を退任した。
1823年11月15日に父が死去すると、ポートモア伯爵位を継承した。
1835年1月18日に大陸ヨーロッパで死去した。息子ブラウンロー・チャールズに先立たれたため、後継者がおらず爵位は廃絶した。

## 家族
1793年5月26日、メアリー・エリザベス・バーティー（Mary Elizabeth Bertie、1771年7月24日 – 1797年2月10日、第5代アンカスター＝ケスティーヴァン公爵ブラウンロー・バーティーの娘）と結婚、1男をもうけた。
- ブラウンロー・チャールズ（1796年8月4日 – 1819年2月18日 ローマ） - 生涯未婚。追いはぎにより重傷にあって死去した[3]。「母方の祖父の遺産を継承した」[2]とする文献と、「25歳まで生きていたらその遺産を継承した」[3][1]とする文献が存在する

1828年9月6日、フランシス・マレルズ（Frances Murrells、1777年ごろ – 1845年3月21日、ウィリアム・マレルズの娘）と再婚したが、2人の間に子供はいなかった。